# Allen Coliban
Allen Coliban (n. 3 iunie 1979, Brașov, România) este un politician român, ales în 2020 primar al municipiului Brașov. A fost sportiv de performanță (schi, curling, adventure racing, orientare), cu rezultate notabile. În 2020, era senator (în cadrul fostei legislaturi dintre 2016 și 2020), vicepreședinte al Uniunii Salvați România (USR), președinte al Comisiei de Mediu a Senatului, vicepreședinte în Comisia de Transporturi și Infrastructură. 

## Activitate parlamentară
În calitate de parlamentar, a militat alături de partidul său pentru protejarea independenței justiției în perioada guvernării Partidului Social Democrat (PSD) cu Alianța Liberalilor și Democraților (ALDE) din 2017–2019 și pentru protecția mediului.

## Controversă
Allen Coliban a absolvit Facultatea de Management din cadrul Universității Transilvania din Brașov (UNITBV). În timpul campaniei electorale pentru alegerile locale din 2020, Allen Coliban declarase în CV și absolvirea Facultății de Calculatoare din cadrul Universitatii Politehnica din București - în urma unei declarații a unui prodecan al facultății, s-a aflat faptul că Allen Coliban nu și-a finalizat studiile de licență la aceasta facultate, aspect ce a fost omis în CV. Coliban doar a urmat cursurile Facultății de Calculatoare, fără licență.

## Istoric Electoral

### Primăria Brașov
| Alegeri | Afiliere | Turul întâi | Turul întâi | Turul întâi |
| Alegeri | Afiliere | Voturi      | Procentaj   | Poziție     |
| ------- | --- | ----------- | ----------- | ----------- |
| 2020    | Alianța 2020 USR-PLUS | 34.870      | 53,25 / 100 | 1           |
| 2024    | Alianța Dreapta Unită (ADU; USR-PMP-FD) și Alianța Uniți pentru Brașov, incluzând Forumul Democrat al Germanilor din România (FDGR/DFDR) | 47.797      | 43,72 / 100 | 2           |